# 六點 (印地安納州克萊縣)
六點（英語：Six Points）是位於美國印地安納州克萊縣的一個非建制地區。該地的面積和人口皆未知。

## 地理
六點的座標為39°25′18″N 86°59′11″W / 39.42167°N 86.98639°W，而該地的平均海拔高度為217米（即712英尺）。